# Ine Tombeur
Ine Tombeur (Neerpelt, 1 april 1977) is een Belgisch Vlaams-nationalistisch politica voor de N-VA.

## Biografie
Tombeur studeerde in 1998 af als logopediste aan de Arteveldehogeschool in Gent en volgde daarna nog een postgraduaat in stottertherapie. Nadien werkte ze van 1998 tot 2010 als zelfstandig logopediste in Gent en Wetteren.
Ze startte haar politiek engagement bij de Volksuniejongeren. In 2000 kandideerde ze op vraag van Frieda Brepoels voor de provincieraadsverkiezingen in Limburg, maar ze werd niet verkozen. Na de splitsing van de Volksunie droeg ze in 2001 samen met Brepoels bij aan de oprichting van de N-VA, de partij waarvan ze samen met voorzitter Geert Bourgeois het logo onthulde.
In 2010 werd Tombeur, die inmiddels in Tienen woonde, voltijds politiek actief. Van 2010 tot 2015 was ze provinciaal bewegingsverantwoordelijke voor N-VA in Vlaams-Brabant, waarbij ze de werking van de lokale N-VA-afdelingen in de provincie coördineerde. Vervolgens werkte ze van 2015 tot 2018 als raadgever op de kabinetten van de federale staatssecretarissen Elke Sleurs en Zuhal Demir en was ze van 2020 tot 2024 woordvoerder van de Vlaams-Brabantse provinciegouverneur Jan Spooren.
Bij de gemeenteraadsverkiezingen van oktober 2012 werd ze eveneens verkozen tot gemeenteraadslid van Tienen. In juli 2015 legde ze er de eed af als schepen van Gelijke Kansen, Integratie en Dierenwelzijn. Na de verkiezingen van oktober 2018 werd Tombeur tot in december 2024 schepen van Sociale Zaken en voorzitter van het Bijzonder comité voor de sociale dienst. Na de gemeenteraadsverkiezingen van oktober 2024 besloot ze geen uitvoerend mandaat meer op te nemen om zich toe te leggen op haar parlementaire functies, al werd ze wel N-VA-fractieleider in de gemeenteraad.
Daarenboven werd ze bij de Vlaamse verkiezingen van 9 juni 2024 vanop de vijfde plaats van de Vlaams-Brabantse N-VA-lijst verkozen in het Vlaams Parlement. Tombeur ging er zetelen in de commissie Economie, Werk, Sociale Economie, Wetenschap en Innovatie. Sinds december 2024 zetelt zij eveneens als deelstaatsenator in de Senaat.